# Corica laciniata
Cá cơm sông hay còn gọi là cá mờm (Danh pháp khoa học: Corica laciniata) là một loài cá cơm sông (Corica) trong phân họ Cá cơm sông Pellonulinae thuộc họ cá trích Clupeidae trong bộ cá trích Clupeiformes, các loài cá này là cá bản địa của vùng Đông Nam Á. Cá có kích thước nhỏ, sản lượng khai thác tương đối nên có giá trị kinh tế nhất định.

## Đặc điểm
Cá có kích thước nhỏ, lớn nhất có thể đạt đến 7 cm, nhưng thường gặp cỡ 4–5 cm. Cá cơm sông là loại cá có thân mình trắng trong, phần bụng trắng đục như hạt cơm, dài chừng 3 cm, chỉ có vào mùa nước cạn. Thân thon dài, dẹp bên. Viền bụng cong và lườn bụng sắc, có một hàng gai nhọn hướng về phía sau. Toàn thân màu trắng bạc, vây lưng, vây hậu môn và vây đuôi có sắc tố đen li ti. Trên thân phủ vẩy tròn và dễ rụng, không có đường bên.
Đầu nhỏ, miệng nhỏ hướng lên phía trên, rạch miệng kéo dài đến viền trước mắt. Mắt to nằm lệch về phía trên. Khởi điểm vây lưng ở gần giữa khởi điểm vây hậu môn. Vây hậu môn thấp và phía sau có 2 tia vây lẻ, vây ngực nằm lệch xuống mặt bụng và ngang với điểm cuối của nắp mang, vây bụng gần gốc vây hậu môn hơn tới vây ngực, vây đuôi phân thùy sâu. 

## Tập tính
Chúng có trên các sông, kênh rạch tỉnh An Giang, Mùa khô (nước giựt cạn) sông Vàm Nao xuất hiện nhiều nhất là cá mờm, cá cơm. Ngư dân đánh bắt chúng trên các sông lớn như sông Tiền, sông Hậu, sông Vàm Nao vì loại cá này không vào kinh rạch. Mẫu cá được thu rất nhiều trên các sông chính với ngư cụ là lưới cá cơm ở huyện An Phú, Tân Châu, Phú Tân, Châu Đốc, Chợ Mới… Loài cá này phân bố khắp nơi trên các dòng chính sông Mekong, vùng triều của các con sông lớn, vùng ngập lũ. Ở Đồng Bằng Sông Cửu Long, cá sống ở sông xuất hiện quanh năm.
Cá sống ở tầng mặt thường tập trung thành từng đàn với số lượng lớn. Thức ăn chính của cá là sinh vật phù du, giáp xác. Khi là cá bột, còn rất nhỏ, chỉ to hơn cây tăm một chút, dân gian không gọi nó là cá cơm mà gọi cá mờm. Như tên gọi, ngư dân đánh bắt cá cơm bằng nhiều loại lưới. Cá cơm sống ở tầng nước mặt nên ngư dân không dùng lưới sâu dạo, chỉ cần dài, càng dài càng bắt được nhiều cá, do đó phạm vi bao chiếm của lưới khá rộng.